# Szejbaki
Szejbaki (biał. Шайбакі, Szajbaki; ros. Шейбаки, Szejbaki) – wieś na Białorusi, w obwodzie grodzieńskim, w rejonie lidzkim, w sielsowiecie Trzeciakowce, nad Lidzieją i przy drodze magistralnej M11. Od północy i zachodu graniczy z Lidą.

## Historia
W XIX i w początkach XX w. położone były w Rosji, w guberni wileńskiej, w powiecie lidzkim, w gminie Lida.
W dwudziestoleciu międzywojennym leżały w Polsce, w województwie nowogródzkim, w powiecie lidzkim, w gminie Lida. W 1921 miejscowość liczyła 185 mieszkańców, zamieszkałych w 33 budynkach, w tym 179 Polaków, 4 Rosjan i 2 Białorusinów. 179 mieszkańców było wyznania rzymskokatolickiego i 6 prawosławnego.
Po II wojnie światowej w granicach Związku Sowieckiego. Od 1991 w niepodległej Białorusi.